# Hombolo-Stausee
Der Hombolo-Stausee ist ein durch einen Staudamm gestauter See ca. 30 km nordöstlich der tansanischen Hauptstadt Dodoma in der gleichnamigen Region im Zentrum des Landes.

## Beschreibung
Er wurde 1957 von der britischen Kolonialregierung gebaut. Der See liegt auf einer Höhe von 1038 m und hat eine Tiefe von max. 12 m. Der Kleine Kinyasungwe bildet bei seinem Zulauf ein Sumpfgebiet, das nach Starkregenereignissen die lichte Fläche des Sees erheblich vergrößert.

## Nutzung
Der Hombolo-Stausee dient der landwirtschaftlichen Bewässerung und der Wasserversorgung der umliegenden Gemeinden Hombolo-Bwawani (das Wort Bwawani in Kiswahili bedeutet wörtlich „der Damm“ oder „in den Damm“), Zepisa, Mahomanyika, Chanzaga, Ngaegae, Mleche, Ghambala und Ipala.